# لي يون لون
لي يون لون (مواليد 25 ديسمبر 1981) هو سبّاح تايواني، مثّل بلاده في الألعاب الأولمبية الصيفية 2000.

## روابط خارجية
لي يون لون على موقع الاتحاد الدولي للسباحة (الإنجليزية)
- لي يون لون على موقع أوليمبيديا (الإنجليزية)